# Maurice Greene (compositor)

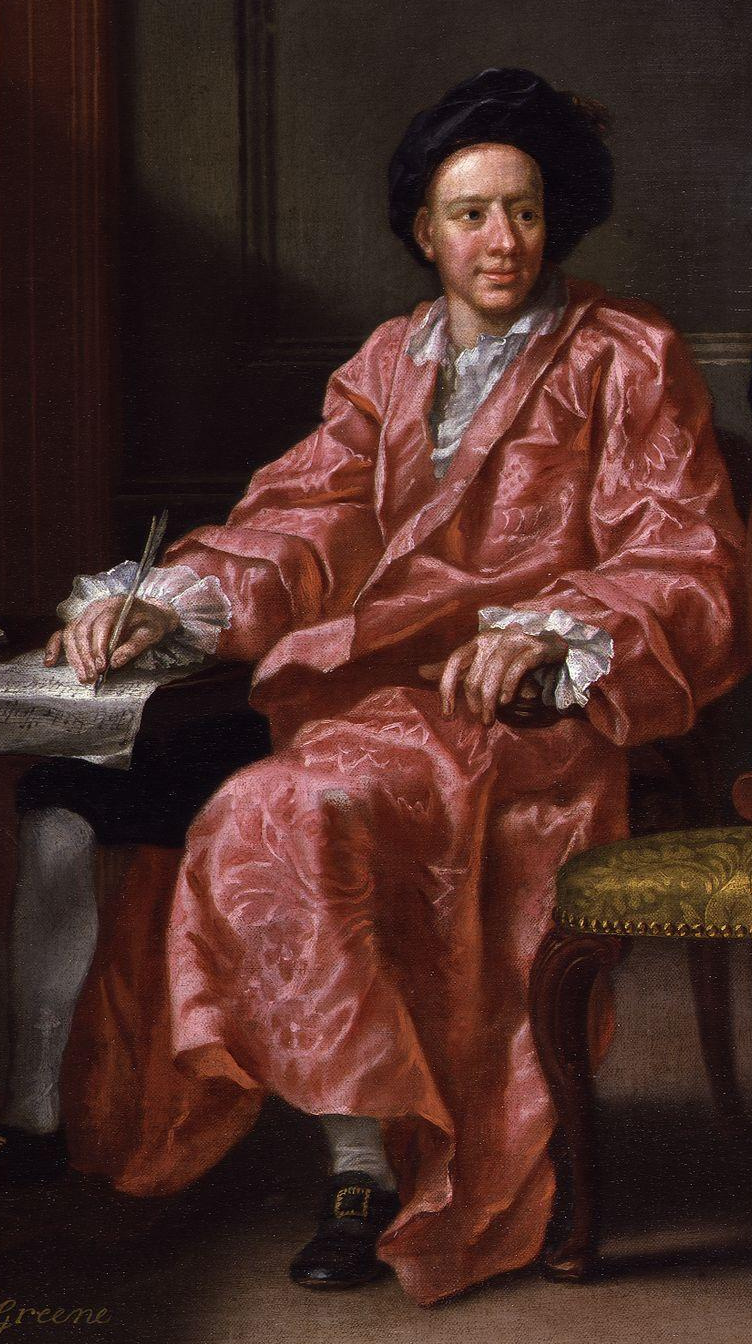
Maurice Greene

Maurice Greene (12 de agosto de 1696 – 1 de diciembre de 1755) fue un compositor y organista inglés. 

## Biografía
Nació en Londres, hijo de un clérigo, e ingresó al coro de la catedral de San Pablo con los maestros Jeremiah Clarke y Charles King. Estudió órgano con Richard Brind, y luego de la muerte de éste, Greene pasó a ser el organista de la catedral. 
A la muerte de William Croft en 1727, Greene fue nombrado organista de la Chapel Royal, y en 1730 profesor de música en la universidad de Cambridge. En 1735 fue nombrado Maestro de música del rey. A su muerte Greene se encontraba trabajando en la compilación de la música de la Catedral, que completó su alumno y sucesor William Boyce. Muchas de las piezas incluidas en esa colección todavía se utilizan en los servicios de la iglesia anglicana.

## Obra
Greene compuso una buena combinación de música sacra y secular, incluyendo:
- el himno Hearken unto me ye holy children (1728)
- el oratorio The Song of Deborah and Barak (1732)
- el oratorio Jephtha (1737)
- The Choice of Hercules (1740)
- The Force of Truth (1743)
- la ópera Florimel, o la Venganza del amor (1734)
- selección de sonetos de Amoretti, de Edmund Spenser  (1739)
- colección de himnos (1743), de los que el más conocido es Lord, let me know mine end.
- la ópera Phoebe (terminada en 1747)

También publicó música para teclado:
- Choice Lessons, para clavicordio o espineta (Londres, 1733)
- 6 oberturas … para siete partes, adaptadas para clavicordio o espineta (Londres, 1745)
- A Collection of Lessons, para clavicordio (Londres, 1750)
- Twelve Voluntarys, para órgano o clavicordio (Londres, 1779)